# 格雷戈里奧·富恩特斯

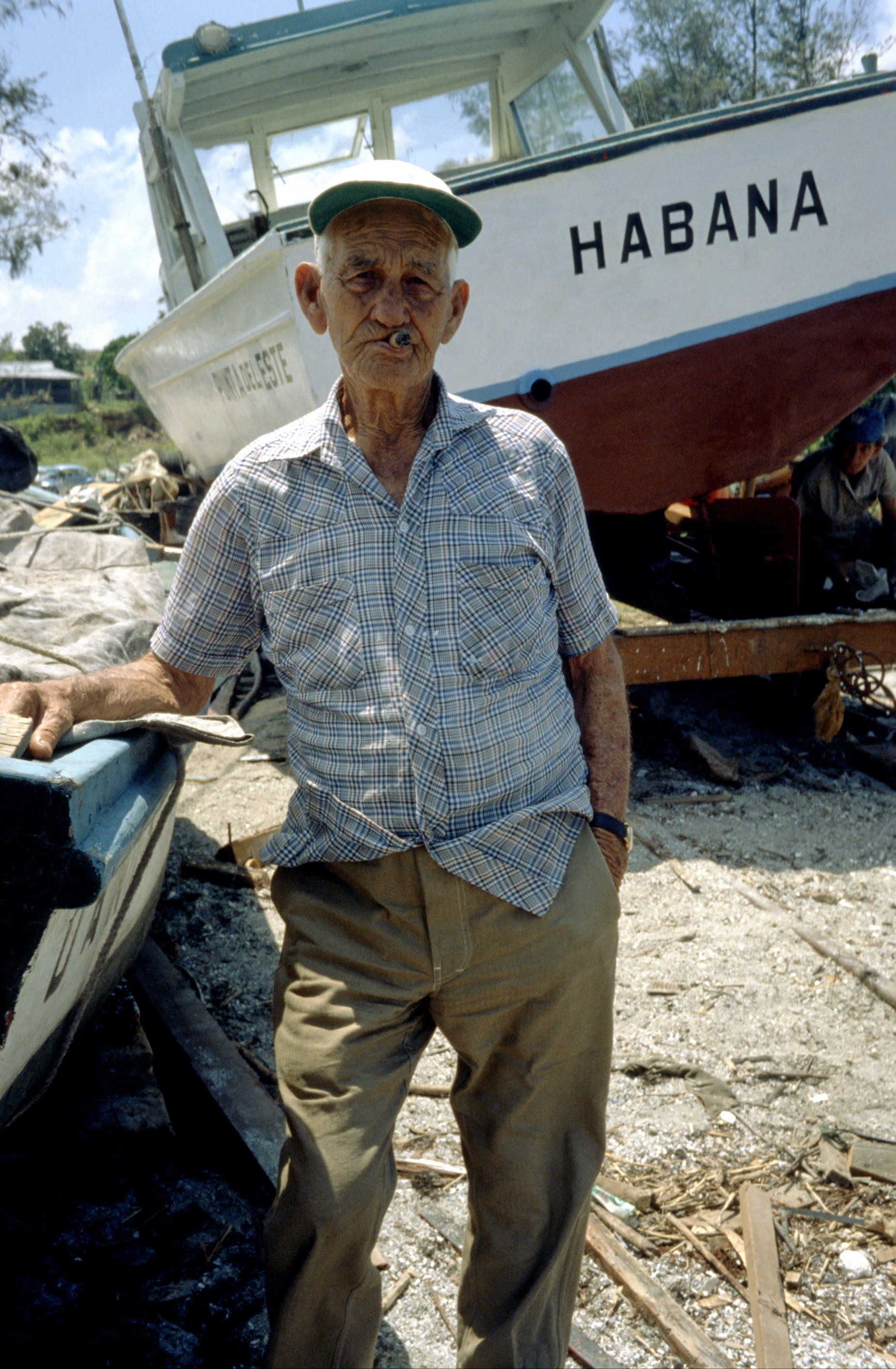
格雷戈里奥·富恩特斯，1993年攝於科伊马尔

格雷戈里奧·富恩特斯（G.L Fuentes，1897年7月11日—2002年1月13日）是一位漁民，也是美国作家欧内斯特·海明威的皮拉尔号的大副。
富恩特斯出生在加那利群岛的兰萨罗特岛。他第一次出海是在他10岁的时候，此後他便在货船上工作。他的足跡遍佈特立尼达岛、波多黎各、西班牙的瓦倫西亞、塞维利亚和南美洲。他在22岁时永久移民至古巴。
1938年成為皮拉尔号的大副。富恩特斯被一些人认为是海明威的著作《老人与海》中的主人公圣地亚哥的原型，但海明威表示圣地亚哥並没有以某個人為原型。據說富恩特斯从未读过海明威的著作老人与海。2001年，他试图重新获得西班牙公民身份。
富恩特斯一生都在抽雪茄，2002年因癌症在科伊马尔去世。

## 资料来源
- Hemingway In Cuba by Hilary Hemingway and Carlene Brennan, June 2003
- Welcome to Havana, Señor Hemingway by Alfredo Jose Estrada, August 2005
- How it Was by Mary Welsh Hemingway, 1977.